# Ursus arctos ungavaesis
El oso pardo de Ungava (Ursus arctos ungavaesis) es una población extinta de osos pardos (Ursus arctos horribilis) que habitó los bosques del norte de Quebec y Labrador hasta principios del siglo XX, y por lo tanto también es conocido como el "oso pardo de Labrador" o "grizzly de Labrador-Ungava" y, debido a una de las primeras evidencias científicas de su existencia provenientes de la isla Oak, el "grizzly de Oak". Los informes de su existencia eran dudosos en el mejor de los casos, hasta que el antropólogo Steven Cox descubrió un cráneo en 1975.

## Distribución
El oso pardo de Ungava se distribuyó originalmente en la parte norte de la península de Labrador conocida como la península de Ungava en las provincias canadienses de Quebec y Labrador. Su hábitat era similar a otros grizzlies, incluidos los bosques boreales y la tundra.

## Descubrimiento
Hasta que se descubrió evidencia concreta que sugiere su existencia en 1975, los biólogos generalmente descartaron la idea de que un oso pardo había vagado por el norte de Quebec. Varios informes de osos pardos de 1900 a 1950 fueron descartados y clasificados como oso negro americano.

### Primeras evidencias
Una de las primeras pruebas que respaldan la existencia de un oso pardo en Labrador es un mapa de la región dibujado en 1550 por el cartógrafo francés Pierre Desceliers, que representa a tres osos en la costa. Un oso es blanco (oso polar), mientras que los otros dos son marrones.

A finales de 1700, el comerciante del área de Labrador George Cartwright escribió en su diario acerca de un oso con marcas consistentes con las de los jóvenes osos pardos:
Las bestias son osos blancos y negros (de estos últimos me dicen que hay dos tipos, uno de los cuales tiene un anillo blanco alrededor del cuello ... "Son muy feroces" ... 

- George Cartwright
Los informes de los cazadores de pieles de los puestos de la misión local de Moravia indican que las pieles de oso pardo se registraron regularmente desde la década de 1830 hasta la de 1850.

### Evidencias fotográficas
La primera evidencia fotográfica de osos en Labrador data de 1910. El etnólogo y explorador norteamericano William Brooks Cabot realizó varias visitas a la región de Labrador entre 1899 y 1925, estudiando al pueblo innu. Mientras estaba en una expedición en canoa con los cazadores Innu, Cabot se topó y fotografió un cráneo de oso montado en un poste. Al examinar esta fotografía, al compararla con otros cráneos de osos, los antropólogos de Harvard Arthur Spiess y Stephen Loring concluyeron en 2007 que el cráneo pertenecía a un pequeño oso pardo.

### Excavación en Okak
En el verano de 1975, el antropólogo de Harvard Steven Cox descubrió un pequeño cráneo de oso mientras excavaba un basurero inuit en la isla de Okak en Labrador. La muestra consta de un cráneo casi completo, así como varios molares. El cráneo es propiedad de la provincia de Terranova y actualmente se encuentra en el Museo de Terranova. Al estudiar el desgaste de los molares, Cox determinó que el cráneo pertenecía a un oso pardo hembra adulto pero pequeño. El descubrimiento de más huesos de oso en el área es poco probable, debido a la práctica Innu de consumir, utilizar o de cualquier otra forma deshacerse de cada parte de los animales cazados.

## Extinción
No se sabe exactamente cuándo se extinguió el oso pardo de Ungava, pero los informes de sus avistamientos disminuyeron lentamente a lo largo de los siglos XIX y XX, y la población probablemente se extinguió en la última parte del siglo XX, al menos en parte debido a la persecución por los cazadores de pieles.